# Consulat général d'Haïti à Paris
Le consulat général d'Haïti à Paris est une représentation consulaire de la République d'Haïti en France et son consul est, depuis le 21 juillet 2022, James Samuel R. Jules. Il est situé avenue de Villiers, à Paris, en Île-de-France.